# Cryptoplophora abscondita
Cryptoplophora abscondita är en kvalsterart som beskrevs av Grandjean 1932. Cryptoplophora abscondita ingår i släktet Cryptoplophora och familjen Protoplophoridae. Inga underarter finns listade i Catalogue of Life.